# باسالا توريه
باسالا توريه ((بالإنجليزية: Bassala Touré)‏)، من مواليد 21 فبراير 1976 في مالي، لاعب كرة قدم مالي سابق.
بدأ مسيرته الكروية مع نادي الكوكب المراكشي المغربي في عام 1993، ولعب معهم حتى عام 1996، وفي عام 1996 انتقل إلى نادي العربي الكويتي، ولعب معهم حتى عام 1998، وفي عام 1998 انتقل إلى نادي أثينياكوس اليوناني، ولعب معهم حتى عام 2002، وشارك معهم في 86 مباراة وسجل 5 أهداف، وفي عام 2002 انتقل إلى نادي كيركيرا اليوناني، ولعب معهم حتى عام 2004، وشارك معهم في 35 مباراة وسجل هدفين، ومنذ عام 2004 وهو يلعب مع نادي ليفيدياكوس اليوناني.
هو يلعب مع منتخب مالي لكرة القدم.